# Vita Nostra: Собирая осколки
«Vita Nostra: Собирая осколки» — фантастический роман Марины и Сергея Дяченко, продолжение романов «Vita Nostra» и «Vita Nostra: Работа над ошибками», один из романов цикла «Метаморфозы». Был издан в 2024 году, после смерти Сергея Дяченко, ушедшего из жизни в 2022 году: Марина Дяченко подготовила к печати роман, который начат был соавторами при жизни Сергея.

## Сюжет
Саша Самохина — теперь ректор Института специальных технологий. Институт вновь набирает первокурсников, при этом методы, применявшиеся ранее Фаритом Коженниковым, несколько видоизменяются. Частично повторяются события, происшедшие с первокурсниками в первой книге: обучение, дружба, любовь, студенческая романтика, кто-то проваливает сессию, кто-то попадает во временну́ю петлю, а кто-то участвует в любовном треугольнике. Однако теперь студенты по-другому реагируют на происходящее, ведут себя смелее и рискуют бросить вызов сотрудникам Института.
Саша и Костя, тоже ставший сотрудником Института, вначале полностью отказываются от старых методов, в особенности от применения страха как мотивации для студентов. Однако от того, успешно ли проходит обучение студентов, зависит судьба мира, поэтому Саше и Косте приходится стать холодными и безжалостными, пытаясь спасти Великую речь. Судьба мира, которому угрожает гибель, зависит также от того, сможет ли Сашка вовремя собрать осколки, фрагменты своей прежней личности.

## Проблематика
Основная мысль романа — идея о том, что мир не может существовать без противовесов: жизнь без смерти, а любовь без страха. Другая значимая философская идея, затрагиваемая в романе, — мысль о том, что людей приходится сломать, чтобы сделать из них идеальные винтики системы.

## Отзывы
Рецензент интернет-портала «ГодЛитературы.РФ» Ирина Шлионская отмечает:

Как и другие произведения Дяченко, «Собирая осколки» — это качественная фантастика, которая не дает однозначных ответов на поставленные вопросы и заставляет задуматься о жизни на самом глубинном, философском уровне. Посмотреть на бытие под иным углом, чем мы привыкли. Сделать допущение: «А что, если…?»
Рецензент журнала «Мир фантастики» Галина Бельтюкова называет роман «достойным завершением трилогии, в котором используются удачные приёмы из первой части, но при этом ставки гораздо выше».